# HCC (Den Haag)
HCC, ook wel bekend als de Haagsche Cricketclub, is een Nederlandse cricketclub die opgericht is in mei 1878. HCC is tegenwoordig onderdeel van de Koninklijke HCVV. Een belangrijke rol bij de oprichting speelde Ir. J. van Stolk. Hij schreef in 1928 een anekdotisch artikel over de oprichting:

En sport, het woord was in Holland nog vrijwel onbekend! ... Wij voelden behoefte aan openluchtsport zooals de in Engeland reeds sinds langen tijd in zwang zijnde balspelen ... ik besprak de zaak met mijn vrienden, hetgeen tot gevolg had, dat wij op een goeden avond op de eerste Witte plek in de Scheveningsche boschjes tezamen kwamen om daar mijn voorstel tot oprichting eener cricket-club in behandeling te nemen.

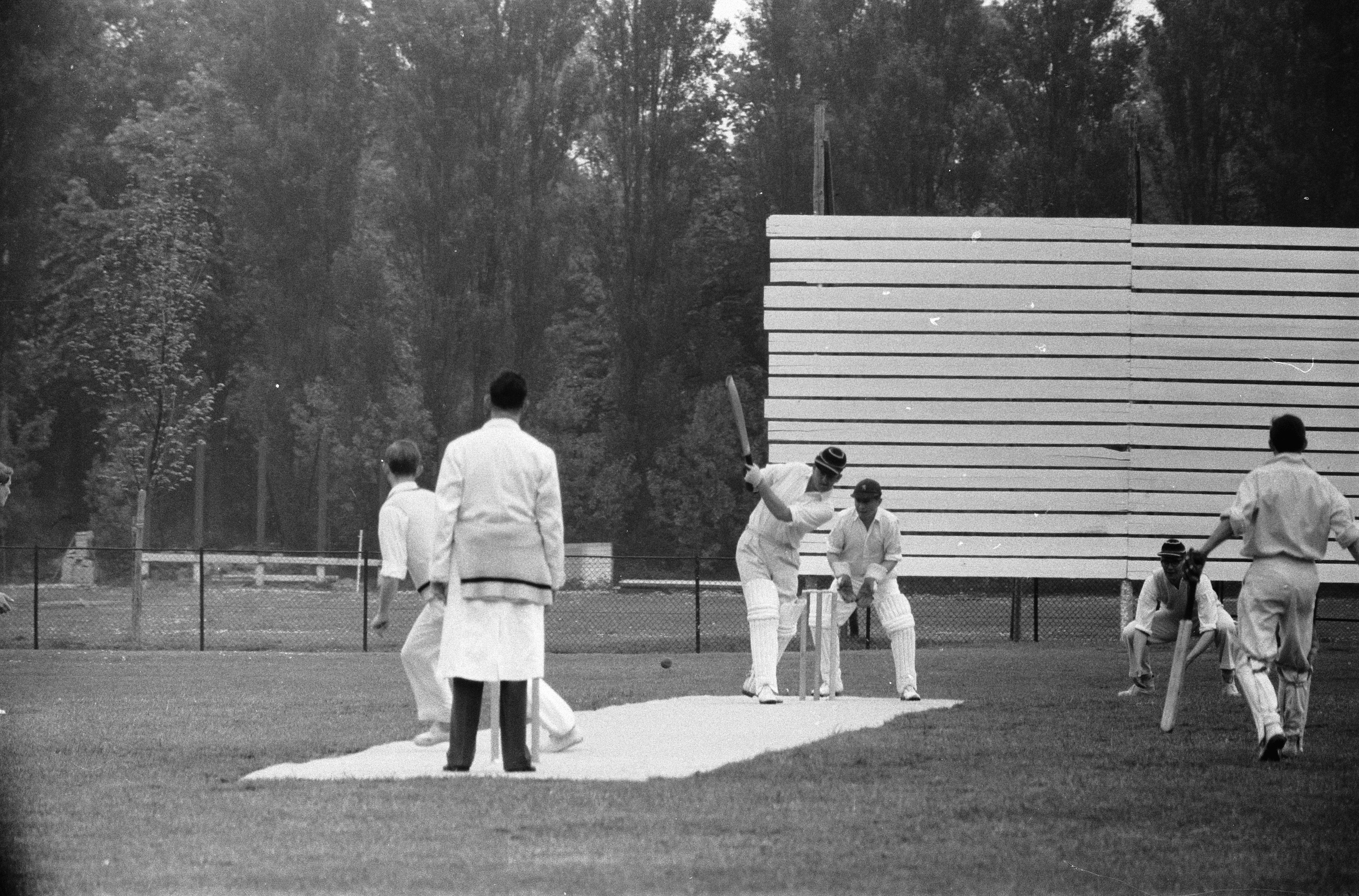
HCC II tegen Rood en Wit in 1960

In het laatste kwart van de negentiende eeuw bestond er naast HCC nog een andere Haagsche cricketclub. Dit was Olympia. Op 7 oktober 1893 vond er een fusie plaats tussen de twee clubs. Sindsdien speelt HCC met de kleuren geel en zwart. Voorheen waren rood en wit de clubkleuren van beide verenigingen. Vandaag de dag zijn de oorspronkelijke kleuren nog terug te vinden in het clubhuis en de kleedkamers. HCC speelt in de hoofdklasse van de KNCB.
In 2009 bemachtigde HCC het 'dubbelkampioenschap': HCC won zowel de Twenty20 cup als de competitie. Dit gebeurde onder de captaincy van Jeroen Smits. Coach was Johann Myburgh.
HCC is als vereniging een van de pijlers van het Nederlandse cricket, met een van de grootste jeugdopleidingen, meerdere seniorenteams en een groot leverancier van spelers voor het Nederlands elftal.
Namen van HCC' ers als Peter Entrop en Jeroen Smits zijn onlosmakelijk met het Nederlandse cricket verbonden.
Momenteel bestaat het hoofdteam van 'de Koninklijke' uit onder meer:
Maurits en Mark Jonkman (uitkomend voor Nederland), Feiko Kloppenburg, Jeroen Smits (beiden voormalig international), Bob Entrop, Tom de Grooth (uitkomend voor Nederland), Thijs Fischer, Bernard Loots (uitkomend voor Nederland), en Stephan Myburgh (uitkomend voor Nederland), Willem de Kempenaar en anderen.

## Erelijst
HCC is recordkampioen van Nederland, de meeste kampioenschappen werden voor de jaren '70 behaald. Naast het eerste team is ook het tweede team van HCC negen keer landskampioen geworden.
Nederlands kampioen cricket HCC I: 1884, 1885, 1886, 1895, 1899, 1901, 1903, 1906, 1912, 1916, 1917, 1919, 1920, 1921, 1922, 1923, 1925, 1926 (gedeeld), 1927, 1931, 1933, 1934, 1936, 1940 (zuid), 1941, 1947, 1956, 1957, 1958, 1959, 1960, 1963, 1964, 1966, 1967, 1968, 1972, 1976, 1985, 2008
Nederlands kampioen cricket HCC II: 1926 (gedeeld), 1928, 1929, 1930, 1932, 1935, 1955, 1961, 1973

## Bekende oud-leden
- Lo La Chapelle, Nederlands voetbal- en cricketinternational en medicus
- Maarten Fontein, sportbestuurder
- Herman van Karnebeek, minister en diplomaat
- Alex van Lynden van Sandenburg, politicus
- Herman Bernard Semmelink, gynaecoloog
- Peter van Arkel, captain Nederlands team in 1964